# 高山寺 (丹波市)
高山寺（こうさんじ）は、兵庫県丹波市氷上町にある真言宗大覚寺派の別格本山の寺院である。

## 寺史
伝承によると、690年代末ごろ法道仙人が三原（丹波市氷上町）の奥にある峰に建てられた山伏の宿堂に、春日大明神、地蔵権現、八幡宮、天神、弁財天を勧請し千日行法をつとめていると、観音菩薩の霊夢があったため弘浪山に登ると岩窟の霊地を見つけ十一面観音を感得したことから観音像を彫り、天平宝字5年（761年）に弘浪山山頂に一宇を建立し開基したと伝わる。
その後、仁平3年（1153年）の兵火で堂宇を消失し荒廃するが、文治5年（1189年）に源頼朝の命を受けた重源により中興され、七堂伽藍の整備、10ケ寺を数える末寺を建立、その後後鳥羽天皇勅願所となる。
南北朝時代以降、萩野氏などにより寺院城郭（高山寺城）にされ、相次ぐ戦乱により再び荒廃。永正6年（1509年）赤井伊賀守により復興されるが、再び兵火により堂宇はほとんど焼失する。
豊臣秀吉が大砲鋳造のために丹波国氷上郡内の梵鐘を柏原東奥藤ノ目に集めたさい、当寺の梵鐘も含まれ、それがたまたま柏原八幡宮の社僧の目に触れ、特に優れた物だったため、社僧が秀吉に願い出て、その後、柏原八幡宮に寄進されたため、柏原八幡宮梵鐘には高山寺の銘が残る。
慶長5年（1600年）に、日向国の僧・開長によって再興される。葛野庄18ケ村の総社の内尾神社の別当寺となり山林や田地を多数所有し興盛する。延宝6年（1678年）の高山寺絵図には、境内は、本堂より東へ4町、西へ7町、南へ7町、北へ11町と広大な境内であったことが記されている。
明治維新後の神仏分離令により、末寺の荒廃、1934年（昭和9年）の室戸台風で多くの堂宇が被害に合い、のちの太平洋戦争の戦乱などで堂宇の復興が叶わず、山上での維持が困難となり、1958年（昭和33年）に本堂、山門、庫裏を現在地へ移築し、現在に至る。

## 境内
- 山門（仁王門） - 現在地に解体移築のさいに、棟木に「正徳四年（1714年）律伝上人請願、・・・」と記されていた。亨保5年（1720年）に建立と伝わる[8]。
- 本堂 - 亨保14年（1729年）の建立と伝わる[5]。
- 庫裏
- 手切り地蔵菩薩

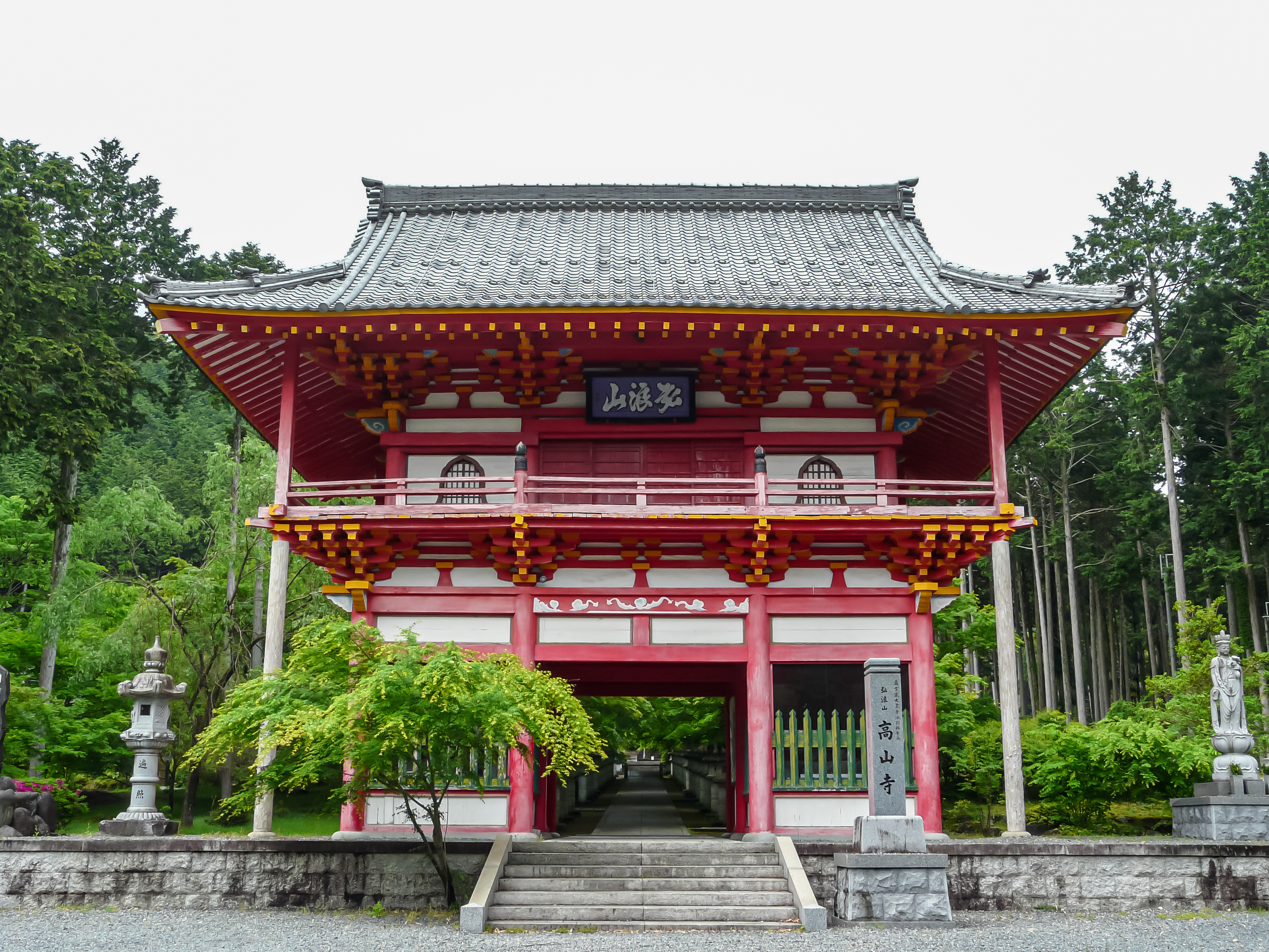
山門（仁王門）
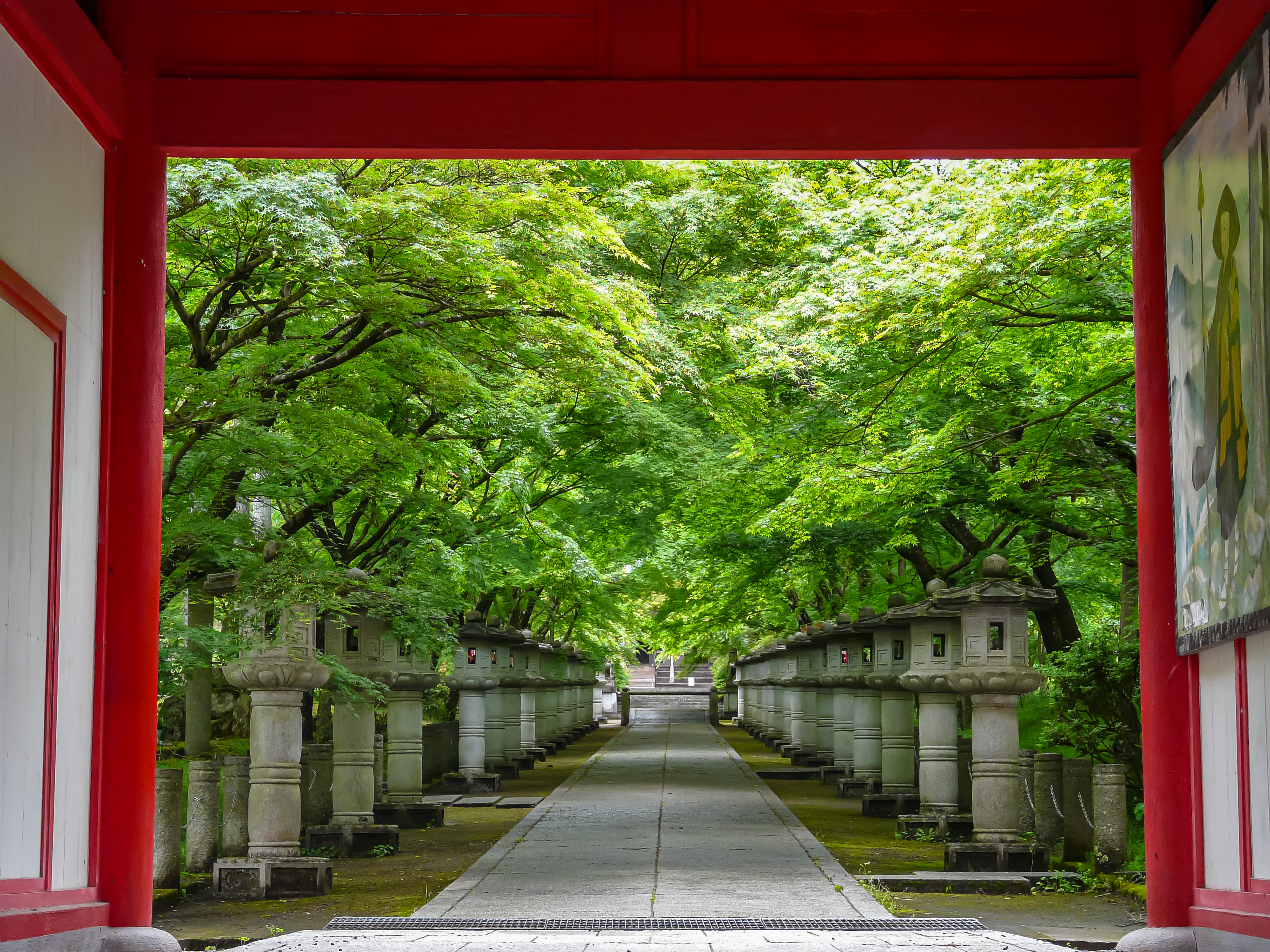
山門からの参道
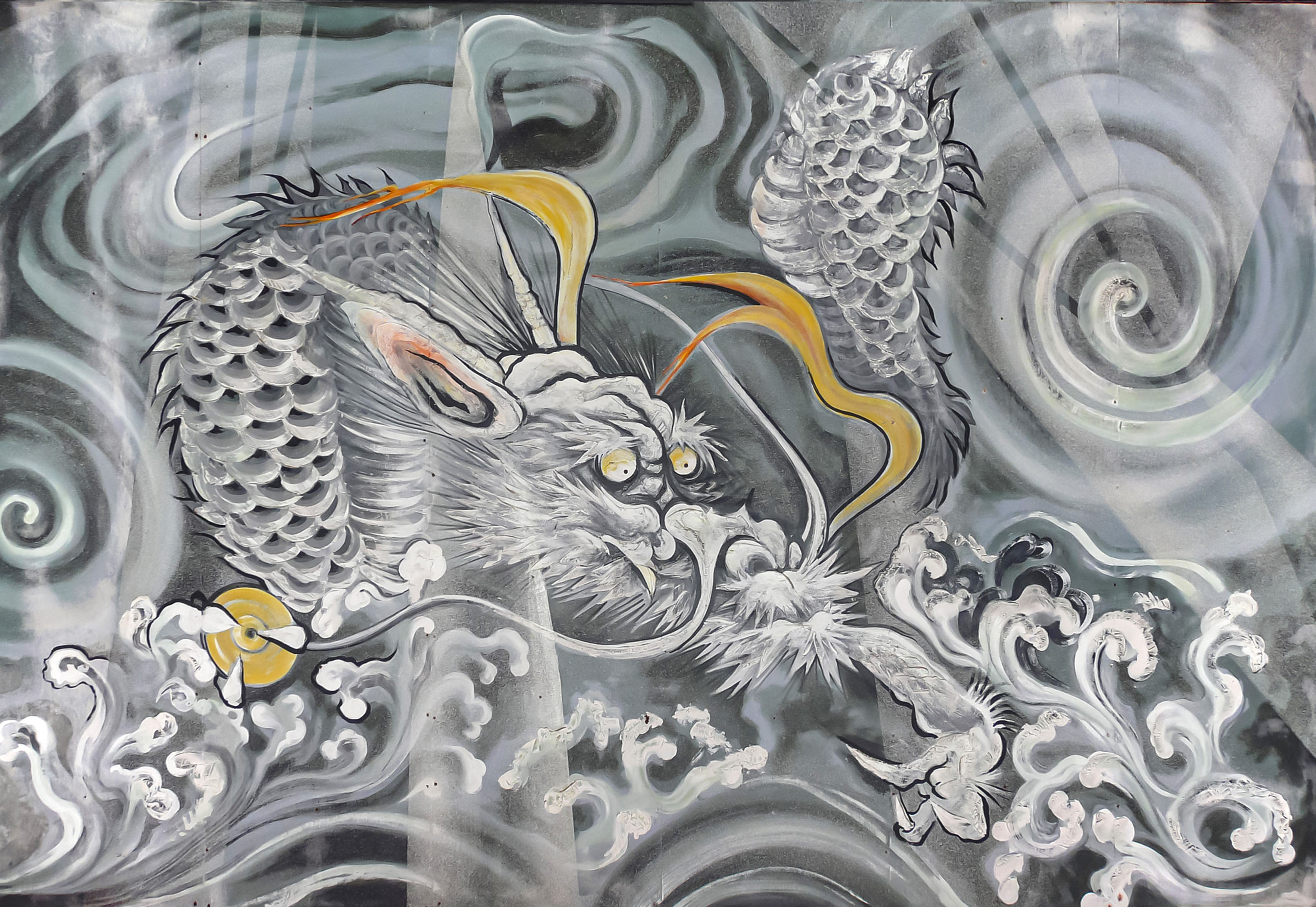
山門天井図
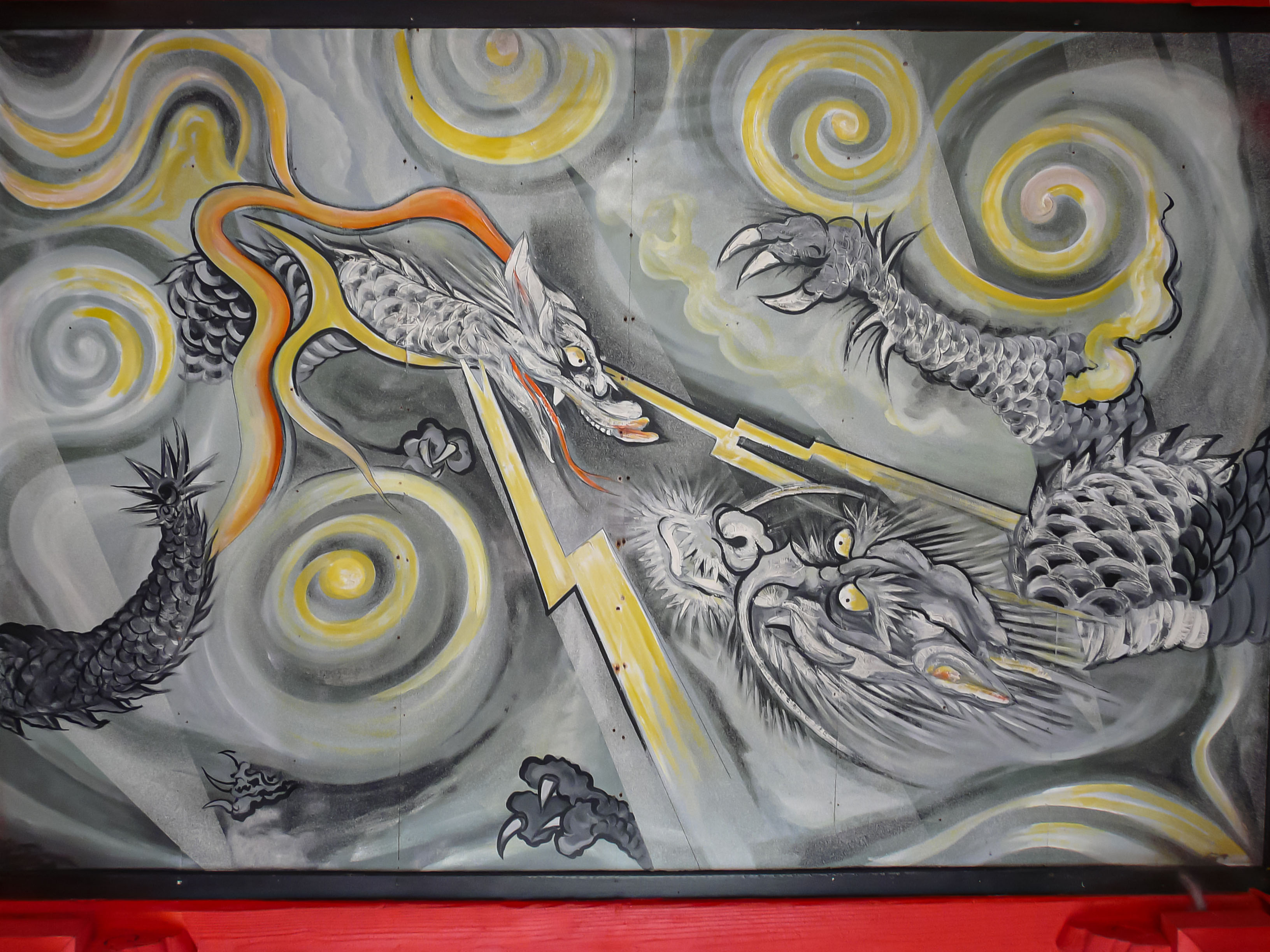
山門天井図
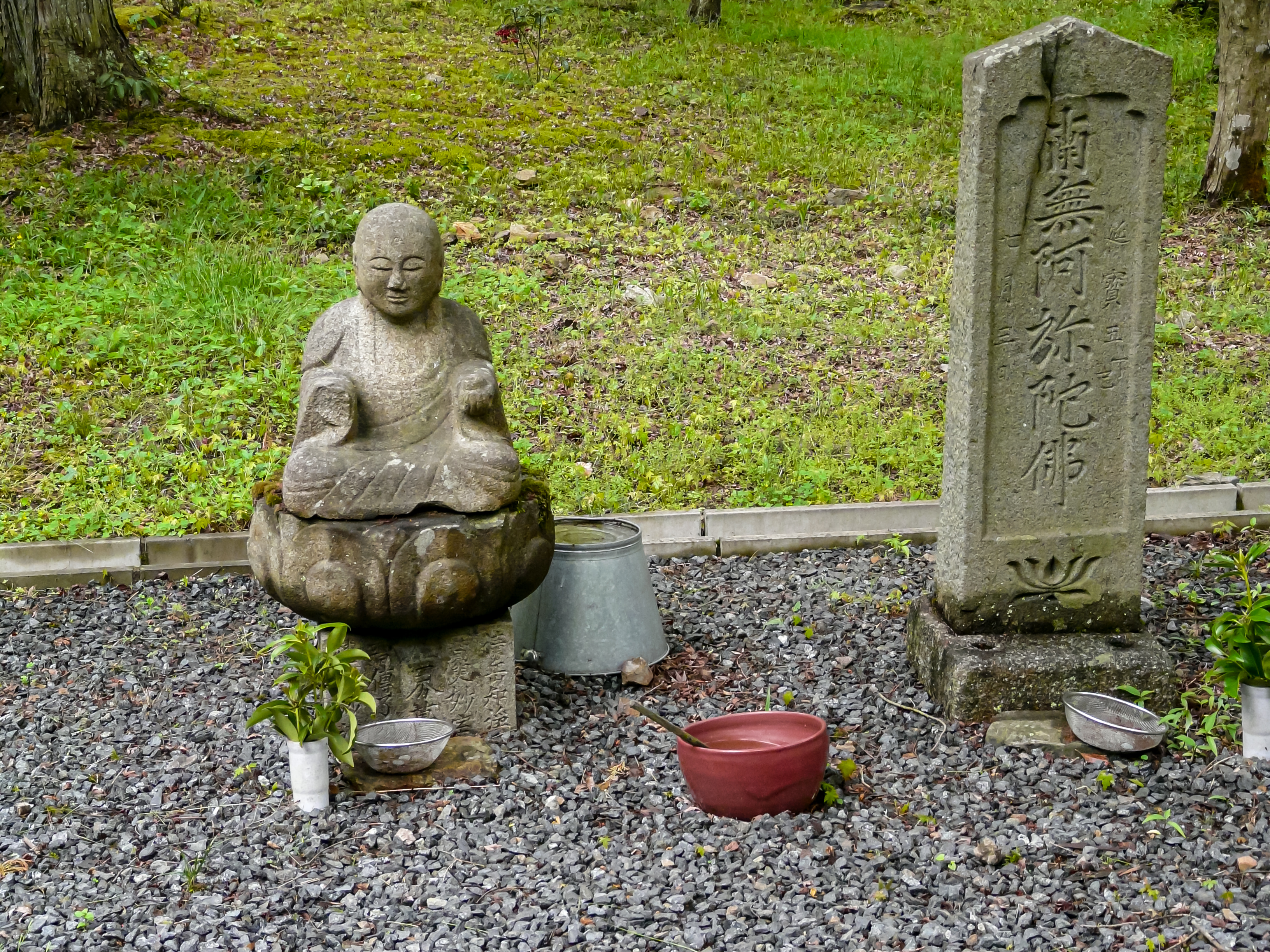
手切り地蔵菩薩